# Alland'Huy-et-Sausseuil
Alland'Huy-et-Sausseuil is een gemeente in het Franse departement Ardennes (regio Grand Est) en telt 215 inwoners (1999). De plaats maakt deel uit van het arrondissement Vouziers.

## Geografie
Alland'Huy-et-Sausseuil omvat de dorpen Alland'huy en Sausseuil.
De oppervlakte van Alland'Huy-et-Sausseuil bedraagt 8,7 km², de bevolkingsdichtheid is 24,7 inwoners per km².

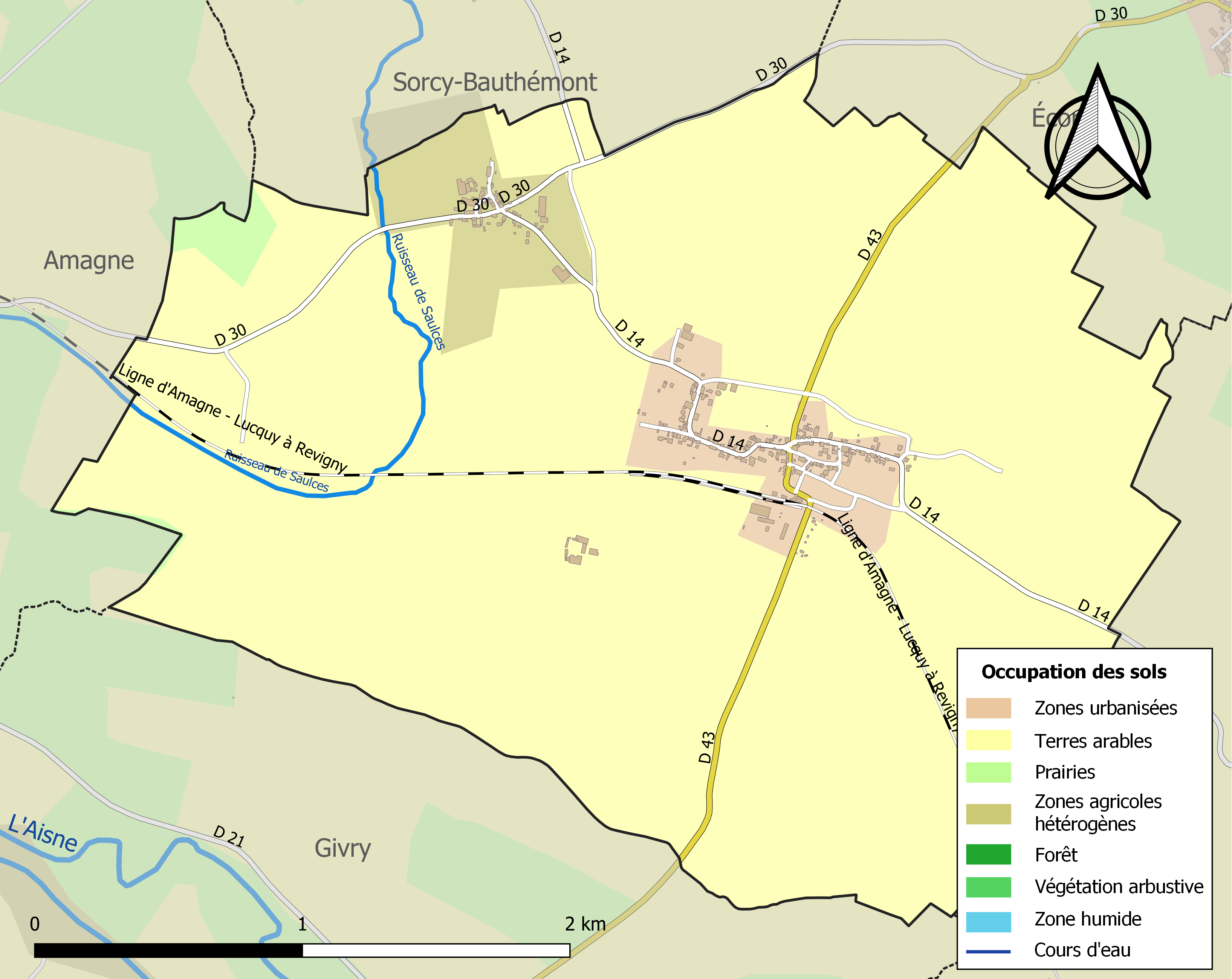
Kaart van de gemeente met de belangrijkste infrastructuur, bodemgebruik en omliggende gemeenten

## Demografie
Onderstaande figuur toont het verloop van het inwonertal (bron: INSEE-tellingen).
Vanwege een beveiligingsprobleem met de MediaWiki Graph-software is het momenteel niet mogelijk deze grafiek weer te geven. Zodra de software is bijgewerkt zal de grafiek vanzelf weer zichtbaar worden.

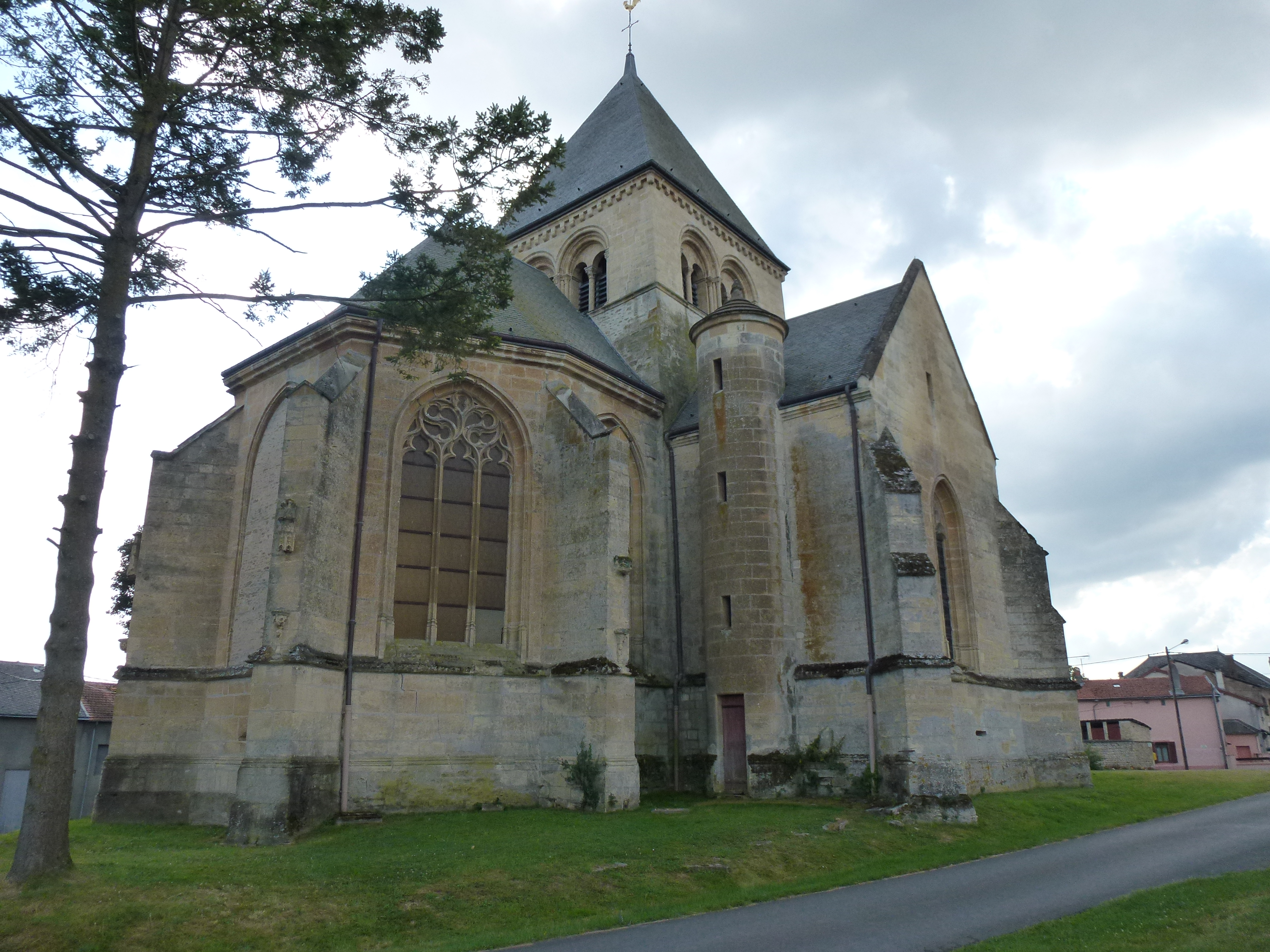
Kerk Sainte-Catherine van Alland'Huy, monument historique
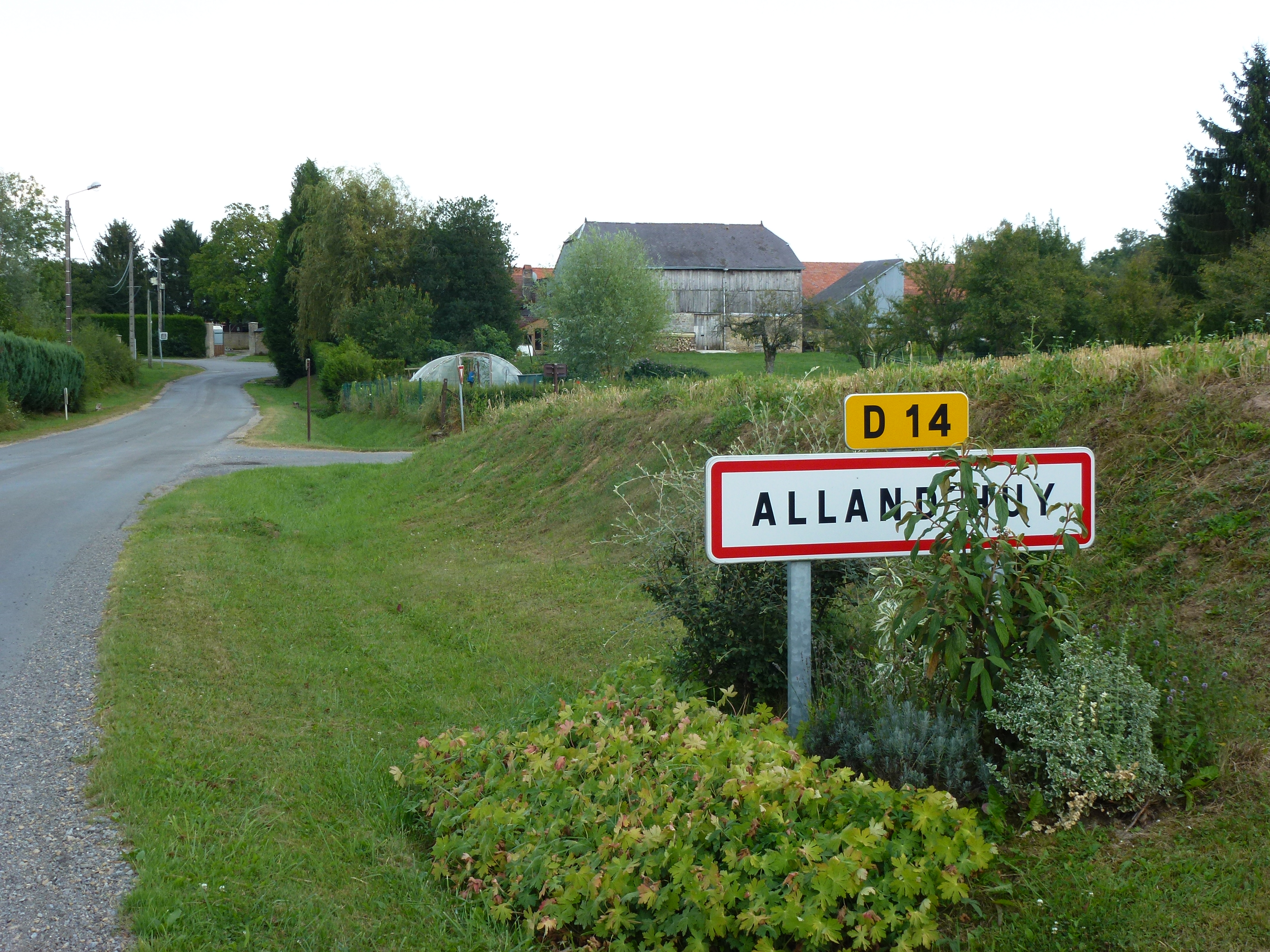
Entree Alland'Huy
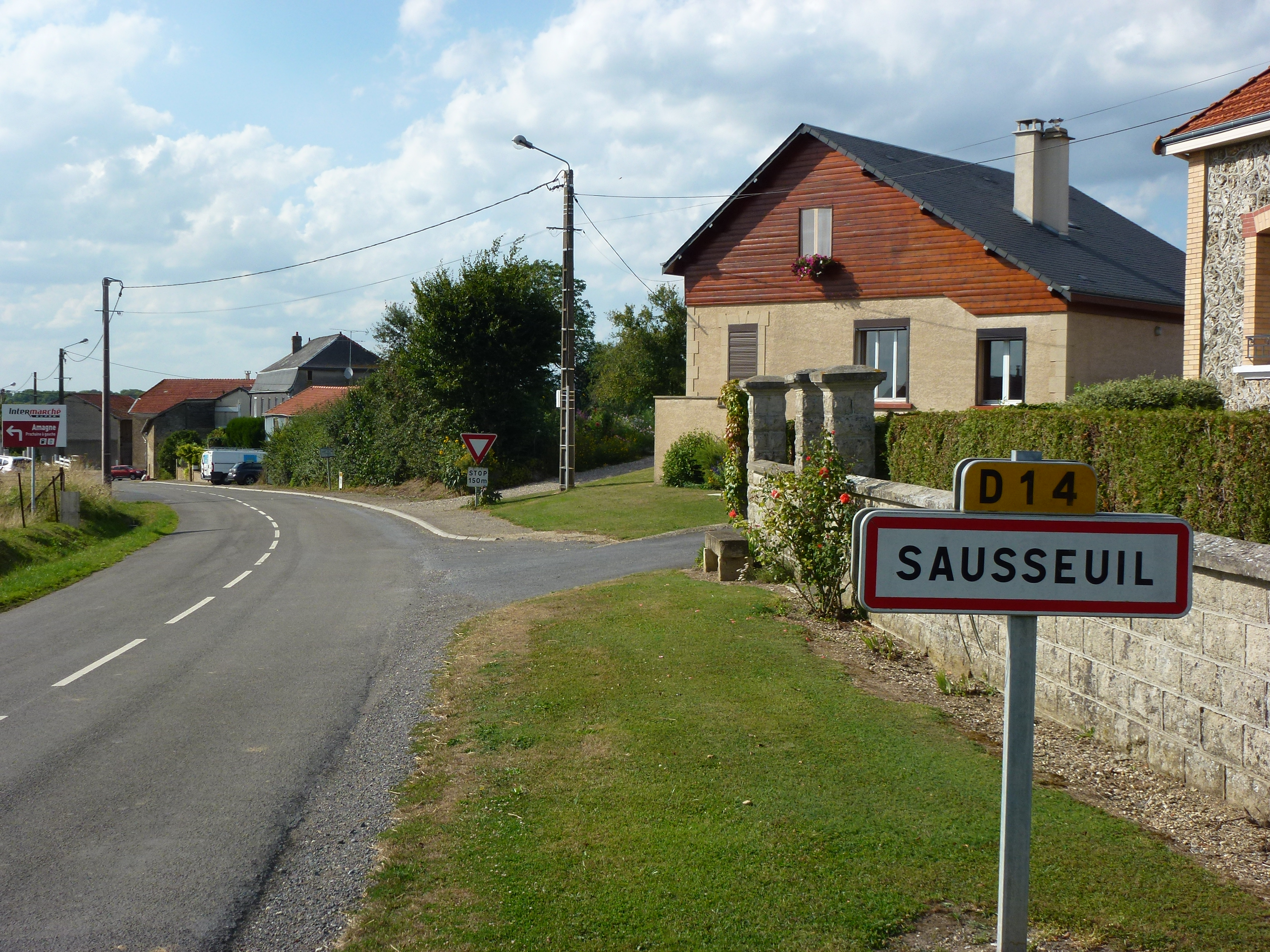
Entree Sausseuil